# Itea maesifolia
Itea maesifolia är en tvåhjärtbladig växtart som beskrevs av Adolph Daniel Edward Elmer. Itea maesifolia ingår i släktet Itea och familjen Iteaceae. Inga underarter finns listade i Catalogue of Life.